# Куйбышевский сельский совет (Оржицкий район)
Куйбышевский сельский совет (укр. Куйбишевська сільська рада) — входит в состав
Оржицкого района
Полтавской области
Украины.
Административный центр сельского совета находится в 
с. Вишнёвое.

## Населённые пункты совета
- с. Вишнёвое
- с. Новое
- с. Тимки
- с. Хоружевка
- с. Ивановка
- с. Несено-Иржавец